# Salle de sport U1
La salle de sport U1 (finnois : Urheiluhalli U1), est un bâtiment de l'université de Jyväskylä construite sur Seminaarinmäki à Jyväskylä en Finlande.